# 一つの花

『一つの花』（ひとつのはな）は、昭和28年に発表された、今西祐行の児童文学作品。平成元年以降、全ての小学校教科書に掲載されている作品である。

## あらすじ
幼い少女・ゆみ子の口癖は「一つだけちょうだい」だった。戦争が激しい時代で、食料不足であり、ゆみ子の両親は育ち盛りの彼女にお腹いっぱい食べさせたくても食べさせてあげる事が出来ず、「一つだけよ。」と言って聞かせてあげていた。
そんなある日、ゆみ子の父にも召集令状が来て出征する事になった。出征の日、見送りに来たお母さんとゆみ子。ゆみ子はお父さんのカバンの中にはおにぎりが入っている事を知っていた。それはお母さんが出征するお父さんのために家に残っていた貴重なお米で作ったおにぎりだった。
ゆみ子は「おにぎり一つちょうだい」と言った。ゆみ子は何度も「一つだけ。一つだけ。」と言うのでお父さんのおにぎりを全部食べてしまった。ゆみ子はその後もおにぎりを「一つちょうだい」とねだったが、もう彼女にあげるおにぎりは無かった。
困ったお父さんは周囲を見渡し、ポツンと一つだけ咲いた一輪のコスモスの花を摘んでゆみ子に渡した。「さあ、一つだけあげよう。一つのお花、大切にするんだようー。」と言ってお父さんは汽車に乗った。この後お父さんは二度と帰って来なかった。
10年後、お母さんと2人暮らしのゆみ子は成長して家の手伝いをするしっかり者の女の子になっていた。今日も元気におつかいに出かけるゆみ子の姿があった。彼女が暮らす家の庭にはコスモスの花がたくさん咲いていた。

## 登場人物
ゆみ子
本作の主人公で幼い女の子。育ち盛りの年齢で常にお腹を空かせているが、戦時中で物資・食糧不足の時代であるため、母から「一つだけね」と言い聞かせられていた。初めて覚えた言葉は「一つだけちょうだい」だった。10年後の描写では、母と2人暮らしとなっており、家の手伝いをよくするしっかり者の女の子になっている。
お父さん
ゆみ子の父。あまり体が丈夫ではないが、出征する事になった。幼いゆみ子に「一つだけね」と言い聞かせる事を不憫に思っている。出征する日、見送りに来たゆみ子に一輪のコスモスの花を渡す。その後の10年後の描写で、ゆみ子が母と2人暮らしとなっている事が言及されているため戦死したと思われる。
お母さん
ゆみ子の母。何でも欲しがるゆみ子に対して「一つだけね」と言い聞かせる事が口癖となっていた。お父さん同様、ゆみ子にお腹いっぱいご飯を食べさせる事が出来ない事を不憫に思っている。